# Griveaudyria
Griveaudyria este un gen de molii din familia Lymantriinae.